# Brombeergeist
Il Brombeergeist è un liquore ricavato dal succo e dal distillato di mora selvatica. È una specialità tedesca, tipica della Foresta Nera, la cui produzione è regolata da un consorzio (come per l'Himbeergeist). La gradazione alcolica è intorno al 40%.

## Degustazione
Il liquore va degustato freddissimo in appositi bicchierini.